# Zonder verdoving
Zonder verdoving (Pools: Bez znieczulenia) is een Poolse dramafilm uit 1978 onder regie van Andrzej Wajda. Het is een film zonder filmmuziek.

## Verhaal
Jerzy Michałowski is een succesvol buitenlandcorrespondent. Hij verliest korte tijd zijn baan en zijn vrouw. Hij ontdekt dat er een lastercampagne wordt gevoerd tegen hem.

## Rolverdeling
| Acteur               | Personage          |
| -------------------- | ------------------ |
| Zbigniew Zapasiewicz | Jerzy Michalowski  |
| Ewa Dalkowska        | Ewa Michalowska    |
| Andrzej Seweryn      | Jacek Rosciszewski |
| Krystyna Janda       | Agata              |
| Roman Wilhelmi       | Bronski            |
| Emilia Krakowska     | Wanda Jakowicz     |
| Kazimierz Kaczor     | Hoofdredacteur     |
| Magda Teresa Wójcik  | Advocate van Jerzy |
| Jerzy Stuhr          | Advocaat van Ewa   |